# Konarzewo (Goleniów)
Pour les articles homonymes, voir Konarzewo.
Konarzewo (en allemand Kniephof) est un village près de Nowogard (Naugard en allemand) dans la région de Voïvodie de Poméranie-Occidentale, dans le nord-ouest de la Pologne. Il fait partie du canton de Gmina Nowogard et du powiat de Goleniów.  

## Situation géographique
Konarzewo se trouve en Poméranie, à 9 km de la petite ville de Nowogard, et à 32 km de Goleniów et 52 km au nord-ouest de la métropole de Stettin.

## Histoire
À l'origine Konarzewo est un village médiéval, appartenant à la famille von Dewitz, puis après sa vente au  colonel August Friedrich von Bismarck-Schönhausen à la famille von Bismarck. Aux alentours de 1780, on recensait à Kniephof, un petit fortin, quatre maisons de maître et quatre foyers.
Les frères Bernhard von Bismarck et Otto von Bismarck administrent le domaine ensemble de 1839 à 1845. En 1845, le domaine devient la propriété exclusive d'Otto. Il le vend à son neveu Philipp von Bismarck  en 1868. Le dernier propriétaire de Kniephof est Klaus von Bismarck (de).  
Jusqu'en 1945, le village appartient à l'arrondissement de Naugard (de) dans la province prussienne de Poméranie.
À la fin de la Seconde Guerre mondiale la région est envahie par l'Armée rouge. Elle est alors administrée par la Pologne conjointement avec l'ensemble de la Poméranie "hinter". Le village est renommé Konarzewo.
Dans le cadre des décrets Bierut la population allemande du village est expulsée après la guerre par la Pologne.